# شفتان مشوهتان
شفتان مشوهتان (بالإنجليزية: Mutilated Lips)‏ أغنية لفرقة الروك الأمريكية «وين». صدرت كأول أغنية منفردة من ألبوم الاستوديو السادس «ذا مولاسك» (1997) يوم 24 يونيو 1997.

## تأليف
تتحدث كلمات الأغنية عن تجربة تعاطي العقارات المخلة بالنفس. وتصف الخضوع لتأثير هذه العقارات بكونه يشوش الرؤية، فيجعل فتاة غير جذابة تبدو لك وكأن لها شفتين مشوهتين. قيل أن ضم الأغنية للإيتار غير الكهربائي وطبول البونغو والسنثسيزرز وآلات المفاتيح أعطاها «رونقا منوما-فولكلوريا». تذكر الكلمات أيضا إمبراطور إثيوبيا «هيلا سيلاسي».

## في وسائط أخرى
ذكرت الكلمات «الشفتان المشوهتان يقبلان معصم الدودة مثل أطراف مجسات أخطبوب تمتد» في رواية «تقدم الرخويات» (2009) ل«إيريك إي. ألسون». وكانت الفتاة من «شفتان مشوهتان» أيضا شخصية في الرواية.

## قائمة الأغاني
قائمة الأغاني حسب موقع «سيكس أبيل ميوزيك»
| 1.            | "شفتان مشوهتان" | 3:49 |      |      |      |      |      |      |      |      |      |
| 2.            | "رجل المحيط"    | 2:07 |      |      |      |      |      |      |      |      |      |
| المدة الكلية: | المدة الكلية:   | 5:56 | 5:56 | 5:56 | 5:56 | 5:56 | 5:56 | 5:56 | 5:56 | 5:56 | 5:56 |